# 글리피화
글리피화(영어: glypiation)는 글리코실포스파티딜이노시톨(GPI) 앵커의 공유 결합에 의한 첨가이며, 단백질을 세포막에 국한시키는 일반적인 번역 후 변형이다. 글리피화는 특별한 종류의 글리코실화이며, 진핵생물과 일부 고세균의 표면 당단백질에서 널리 발견된다.
GPI 앵커는 표적 단백질의 C-말단에 결합하는 포스포에탄올아민 링커로 구성된다. 글리칸의 핵심 구조에는 구조를 막에 고정시키는 인지질 꼬리가 있다.
꼬리의 지질 부분과 글리칸 코어의 당 잔기 모두 상당한 변화가 있어 신호전달, 세포 부착 및 면역 인식을 포함하는 방대한 기능적 다양성을 보여준다. GPI 앵커는 원형질막에 고정된 단백질의 국소화를 조절하기 위해 포스포라이페이스 C와 같은 효소에 의해 절단될 수도 있다.

## 메커니즘
N-글리코실화에 사용되는 전구체 글리칸과 유사하게 GPI 앵커 생합성은 소포체의 세포질 쪽에서 시작하여 내강 쪽에서 완료된다. 이 과정에서 3-4 만노스 및 다양한 기타 당류(예: N-아세틸글루코사민, 갈락토스)는 각각 소포체 외부 및 내부의 당뉴클레오타이드 및 돌리콜-P-만노스로부터 공여된 당을 사용하여 막에 내재된 포스파티딜이노시톨(PI) 분자 위에 구축된다. 또한 2-3 포스포에탄올아민(EtN-P) 링커 잔기는 소포체 내강의 포스파티딜에탄올아민으로부터 공여되어 앵커가 단백질에 결합되는 것을 촉진한다.
글리피화될 예정인 단백질에는 다음과 같이 두 가지 신호 서열이 존재한다.
- 소포체로의 동시 번역 운반을 지정하는 N-말단 신호 서열
- GPI 아미노기전이효소(GPIT)에 의해 인식되는 C-말단 신호 서열[8]

GPI 아미노기전이효소는 공통 서열을 갖지 않지만 대신 C-말단 서열 모티프를 인식하여 서열의 아미노산에 GPI 앵커를 공유 결합적으로 부착할 수 있게 한다. 이 C-말단 서열은 번역 직후 소포체 막에 삽입되고 단백질은 서열에서 절단되어 미리 형성된 GPI 앵커에 부착된다.

## 단백질에서 글리피화 부위의 예측
글리피화 부위의 계산기 내 예측은 다음과 같이 수행될 수 있다.
- GPI-SOM: Kohonen Self Organizing Map에 의한 GPI 앵커 신호의 식별 보관됨 2023-06-25 - 웨이백 머신
- PredGPI: GPI 앵커 예측기 보관됨 2014-08-13 - 웨이백 머신
- big-PI 예측기: GPI 변형 부위 예측 보관됨 2020-07-21 - 웨이백 머신
- FragAnchor: GPI 닻형 단백질 예측 탠덤 시스템 (NN+HMM)
- MemType-2L
- NetGPI

## 같이 보기
- 글리코실포스파티딜이노시톨 (GPI)
- 번역 후 변형
- 글리코실화